# Émile Gaudrier
Joseph-Émile Gaudrier, né à Paris le 8 janvier 1846 et mort dans cette même ville le 21 mai 1918, est un architecte et aquarelliste français de la fin du XIXe siècle.

## Biographie
Élève primé de l'École impériale de dessin pour l'application des Beaux-arts à l'industrie, Joseph-Émile Gaudrier entre en 1865 à l’École des Beaux-arts et a pour maître Léon Ohnet.
Architecte de la Société foncière et de la Société immobilière Marbeuf, il a pour collaborateur Duchoiselle, avec lequel il partage pendant plusieurs années son agence parisienne, située depuis 1885 au no 10 de la rue d'Armaillé.
Gaudrier est également aquarelliste. Après avoir étudié cet art auprès de Théophile-Narcisse Chauvel et obtenu une médaille de bronze à l'exposition de Niort en 1882, il présente au Salon des artistes français de 1884 trois aquarelles représentant les falaises et les Graves de Villerville. Au Salon de 1888, il en expose cinq autres, toujours consacrées aux paysages du littoral normand. Membre de la Société des artistes français, il lègue à cette association une somme de 4000 francs pour fonder un prix de peinture (paysage, marine) triennal. Ce prix sera notamment attribué à Georges Delplanque (1928) et à Louis-Émile Galey (1931).
Il est enterré au cimetière du Père-Lachaise (68e division).

## Réalisations
Sauf mention contraire : à Paris.

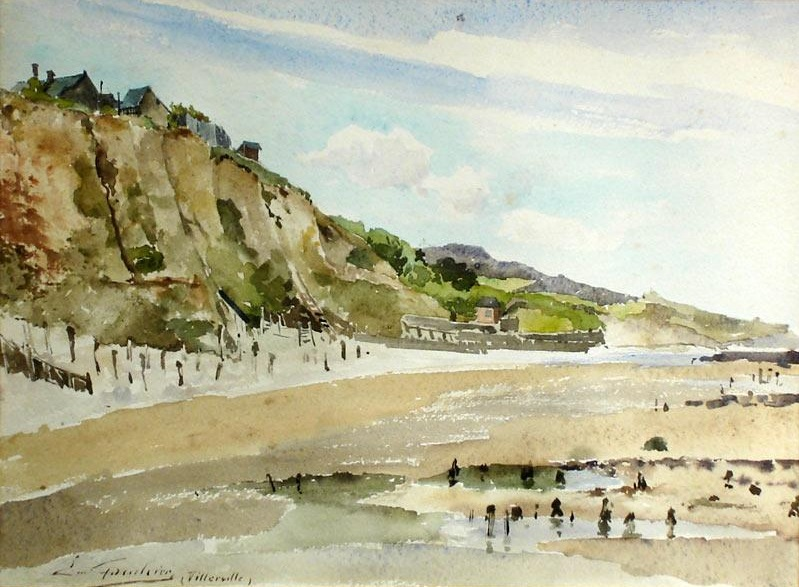
Aquarelle d'Émile Gaudrier représentant Villerville.

- Chalet de nécessités, Champs-Élysées (1874).
- Construction, pour Marie Biot, au 12 rue Galilée, à l'angle de la rue de l'Amiral-Hamelin (1884)[9].
- Surélévation, pour son propre usage, du 10 rue d'Armaillé (1885)[10].
- Construction, pour M. Chezal-Verneuil, au 3 rue Clément-Marot (1887)[11].
- Constructions, pour la Rente foncière, au 57 rue Pierre-Demours (1887)[12].
- Construction, avec Duchoiselle, de deux immeubles de rapport au 65 rue Nollet (1892)[12].
- Chapelle, Lagny (avant 1907).
- Écoles, Lagny (avant 1907).